# Alfeo Sassaroli

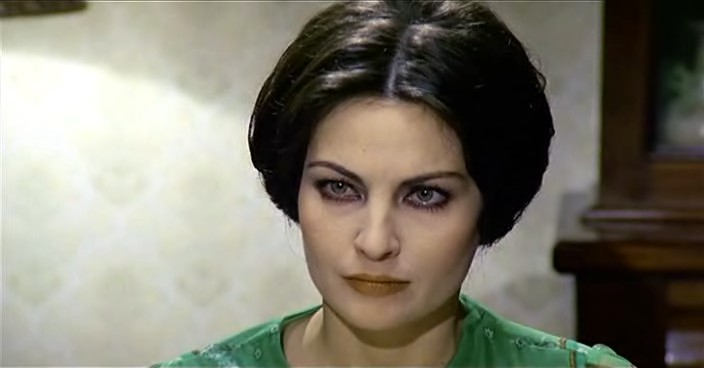
Donatella, moglie del Sassaroli mentre viene rimproverata dal marito

Il professor Alfeo Sassaroli è un personaggio della serie di film Amici miei, interpretato da Adolfo Celi.

## Biografia
Il personaggio del professor Sassaroli venne ispirato dal medico fiorentino Mazzingo Donati, noto per aver eseguito, nel 1959, il primo trapianto di midollo osseo in Italia; Donati, da giovane, negli anni '30, nella località marittima di Castiglioncello, assieme ad altri quattro amici (che furono fonte di ispirazione per gli altri protagonisti della trilogia di Amici miei), si divertiva ad inventare goliardate a discapito dei bagnanti e dei fiorentini stessi. Giulio Scarnicci e Renzo Tarabusi, cui Germi aveva chiesto di collaborare al film ma che non risultano accreditati nella sceneggiatura definitiva, presero spunto per la trama e per le divertenti scene del film da quelle stesse azioni.
Il Sassaroli, così chiamato dai quattro amici, nasce presumibilmente a Firenze intorno al 1922, sebbene nei film appaia più anziano degli altri quattro, cioè il conte Raffaello "Lello" Mascetti, il redattore Giorgio Perozzi, l'architetto Rambaldo Melandri e il barista Guido Necchi. È un abile e conosciuto medico chirurgo, direttore di una nota clinica nei pressi di Pescia; infatti è proprio nel nosocomio che Sassaroli farà il primo incontro con gli "zingari", i quali vi giungono di notte, feriti, a bordo di una macchina appena incidentata, e chiedono di essere ricoverati. I quattro amici si dimostrano subito impertinenti ed infantili, non rispettando il regolamento e disturbando gli altri ricoverati oltre allo stesso primario, che per questo si infurierà e, per vendetta, li sottoporrà a cure particolarmente fastidiose e dolorose, dimostrandosi quindi immediatamente degno del loro modo di fare.
Il Melandri inoltre si è innamorato a prima vista di Donatella, moglie del Sassaroli (soprannominato il Nazista dal Mascetti), che ha incontrato nel reparto di psichiatria, e lascia che gli amici lo aiutino a conquistarla facendole delle telefonate piccanti. Donatella finisce per innamorarsi del misterioso interlocutore, al punto da volerlo incontrare: nasce quindi una relazione clandestina, finché il Melandri deciderà di presentarsi dal Sassaroli per chiedere la mano di sua moglie. Questi, al contrario delle aspettative dell'innamorato e dei suoi amici, dà il proprio beneplacito alla relazione, ma solamente a patto che il Melandri si porti in casa anche il gigantesco e molto esigente cane Birillo, le due bambine e la severissima governante tedesca, in quanto essi sono tutti molto affezionati l'uno all'altro. La vita a casa Melandri diventa subito insostenibile e, oltretutto, Donatella ed il professore non perdono occasione per fare osservazioni pungenti sullo stile di vita umile dell'architetto; una sera, mentre tutti sono a cena da lui, Melandri scoppia in un accesso d'ira.
Da quel momento si sviluppa un rapporto concreto di amicizia tra il Sassaroli e il Melandri, dato che il primario gli riferisce che anche lui non ne poteva più della moglie quando viveva con lei. Gli amici suggeriscono all'architetto di lasciare la donna e il Perozzi, per ristabilire l'armonia, propone di andare a divertirsi alla stazione schiaffeggiando i viaggiatori affacciati ai finestrini dei treni in partenza: così il Sassaroli entra a far parte del gruppo degli zingari. Spesso accade che gli altri quattro si rechino a Pescia per prelevare il Sassaroli, il quale, nel pieno dei suoi doveri di chirurgo, ordina di interrompere l'operazione in corso (spesso su pazienti in condizioni critiche) oppure lascia tutto in mano agli assistenti per correre a fare scherzi con gli amici.
Memorabile fra tutti è il tiro mancino rivolto al povero Nicolò Righi, un mite e goloso pensionato che frequenta il bar del Necchi, a cui viene fatto credere di trovarsi coinvolto in un giro di loschi traffici criminali. Il Sassaroli si finge capo della banda e dirige tutte le operazioni di finte rapine e imbrogli contro un fittizio clan rivale, i "Marsigliesi", fino a quando lui e gli amici non simulano un attacco ordito ai loro danni. Il Sassaroli finge di morire, mentre gli amici e il Righi, impregnati di succo di pomodoro, fuggono nella loro tana, cioè il bar del Necchi, ed al Righi viene ordinato di allontanarsi, venendo spedito a Reggio Calabria.
Dopo la morte del Perozzi per infarto (e durante il suo funerale sopraggiunge il Righi, perplesso nel vedere il Sassaroli ancora vivo), il professore e gli amiconi continuano le loro zingarate. A questo proposito sono da ricordare il tremendo scherzo, nel cimitero in cui è sepolto il Perozzi, ai danni del vedovo Paolo (Alessandro Haber), al quale il Sassaroli racconta di essere stato l'amante della sua defunta moglie Adelina, facendolo andare su tutte le furie, e la beffa all'usuraio Savino Capogreco (Paolo Stoppa), il quale aveva finanziato al Mascetti un soggiorno in un hotel di lusso con una contorsionista spagnola (ed il Mascetti era scappato dall'albergo all'alba travestendosi da valletto, un trucco da lui chiamato rigatino); in quest'ultima occasione il Sassaroli, con l'aiuto degli amici, mostra delle lastre truccate allo strozzino, facendogli credere che necessiti di un trapianto di reni. Capogreco si spaventa ed accetta, in cambio dell'operazione, per la quale gli organi gli sarebbero donati dai protagonisti, di rimettere tutti i debiti al conte, quindi il Sassaroli lo fa anestetizzare e poi risvegliare senza avergli fatto niente. 
In seguito, mentre gli amici sono in auto con l'usuraio, questi dichiara che il contratto con il Mascetti è ancora valido, rifiutandosi di annullare il debito e causando l'ira del primario. Per fortuna l'uomo avverte il bisogno di defecare e si reca dietro una siepe in un parco; mentre è impegnato nell'esercizio delle sue funzioni, il Necchi di nascosto prende una pala e getta via le feci ed il Sassaroli fa credere a Capogreco, il quale è rimasto perplesso, di avere ancora dei problemi di salute, formulandogli una diagnosi che non lascia dubbi (anche se alla fine non si sa cosa gli succederà): "Trattasi di un tipico caso di defecatio hysterica, funziona un po' come la gravidanza, urge un trapianto anale".
Passata la soglia della sessantina, gli amici, sebbene acciaccati e indolenziti dalla vecchiaia (specialmente il Mascetti, il quale ha avuto un ictus che lo ha ridotto in fin di vita ed è costretto a muoversi sulla sedia a rotelle), continuano le loro bischerate, trasferendosi tutti nella casa di riposo in cui è ricoverato il Mascetti.
Il Sassaroli non si reca a fare molte visite alla clinica, giacché è impegnato a garantire l'arrivo di una pensione d'invalidità al Mascetti con l'inganno (dato che il conte non ha mai lavorato) ed a godersi gli ultimi giorni di passione e di sesso che gli restano con giovani infermiere. Egli si riunirà completamente agli amici per l'ultima volta quando comprerà la casa di riposo dove ormai vivono il Mascetti e il Melandri. Dato che la vita dell'edificio è piuttosto noiosa per i loro gusti, gli amici decidono un'ultima volta di andare alla stazione a schiaffeggiare i passeggeri, tuttavia non vi riescono perché indeboliti dalla tarda età e sono loro ad essere schiaffeggiati dai viaggiatori; solo il Mascetti è in grado di ideare un nuovo trucco, spruzzando dalla carrozzina dell'inchiostro sulle facce delle vittime.